# Moni Grigoriou

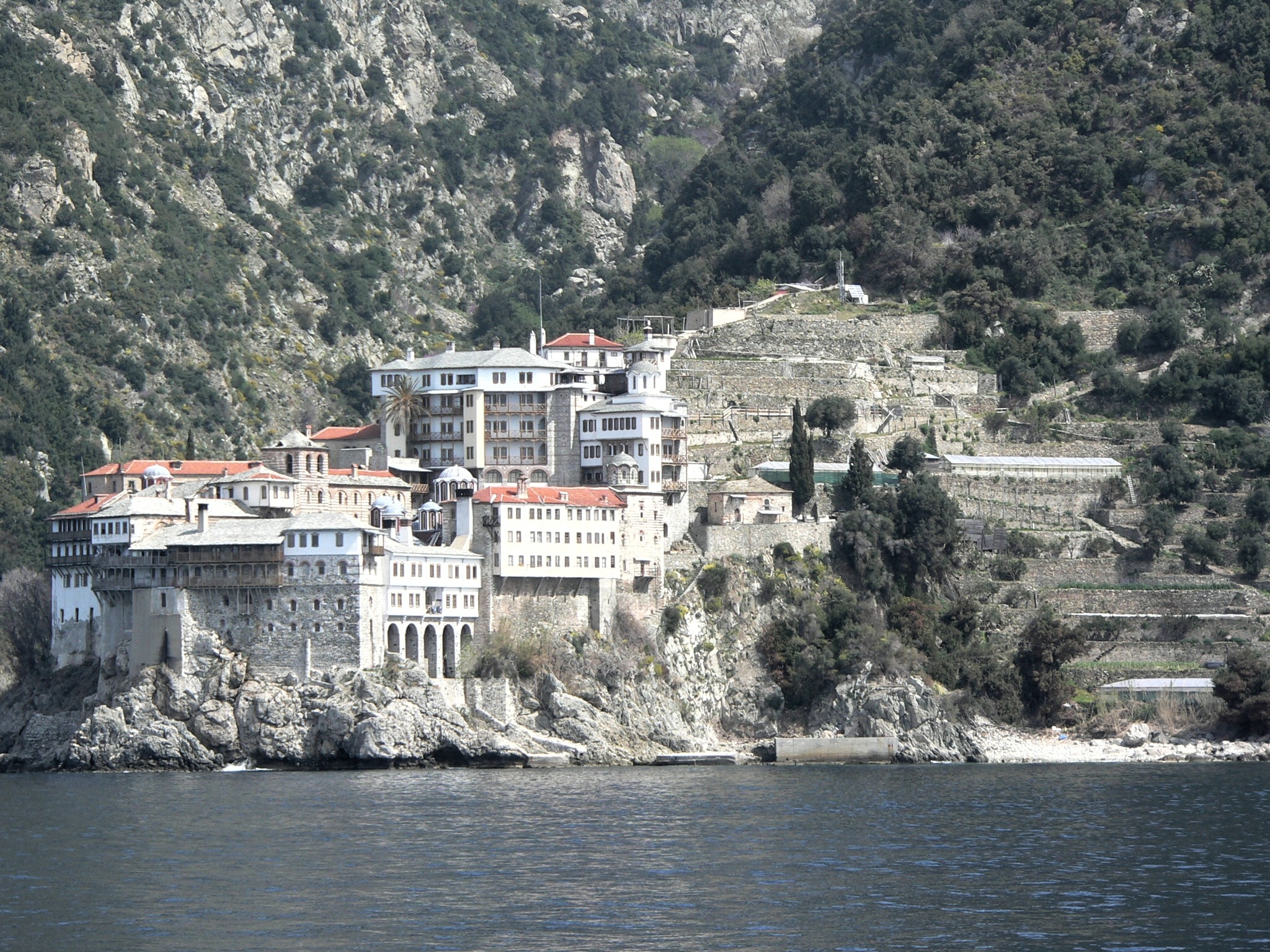
Moni Grigoriou

Moni Osiou Grigoriou (griechisch Μονή Οσίου Γρηγορίου) ist ein orthodoxes Kloster an der Westküste der Halbinsel Athos in Griechenland. Es liegt direkt am Meer auf einem felsigen Kap in unmittelbarer Nachbarschaft zu den Klöstern Simonos Petras und Dionysiou. Es nimmt unter den 20 Athosklöstern den 17. Platz der Rangfolge ein.

## Geschichte
Obwohl das Kloster relativ spät entstanden ist, sind das genaue Gründungsjahr sowie die Gründungslegende unbekannt. Wahrscheinlich gehen die Ursprünge des Klosters auf den Mönch Gregorius den Jüngeren zurück, einen Schüler des Gregorios Sinaites. Erstmals erwähnt wird das Kloster im Jahr 1347. In der Wende zum 15. Jahrhundert nahm es den 22. Platz der damals 25 Athosklöster ein. Bis zum Jahr 1483 war relativ wenig über das Kloster verfasst worden. Erst damals unterschrieb der Abt eine slawische Urkunde, die finanzielle Unterstützung aus dem Ausland, insbesondere aus Rumänien, zur Folge hatte. Der Großbrand im Jahr 1761 machte weitere Unterstützungen dringlich. Seine Blütezeit erlebte das Kloster im 19. Jahrhundert, als es um mehr als das Doppelte erweitert wurde.
Waren im Jahr 1903 noch 105 Mönche im Kloster aktiv, so sank die Anzahl bis 1968 auf 34 Mönche. Ein Aufwärtstrend um die Jahrtausendwende bescherte dem Kloster insgesamt 86 aktive Mönche. Nach der Volkszählung 2011 wurden 96 Einwohner angegeben.
Das Kloster wird regelmäßig von einer Fähre direkt angefahren und mit Gütern beliefert. Es gibt dort ein eigenes Bootshaus, eine kleine Bibliothek und bescheidene Übernachtungsmöglichkeiten für Pilger.